# Hemåt i natten
Hemåt i natten (en suec Cap a la nit) és una pel·lícula sueco-finlandesa del 1977 dirigida i escrita per Jon Lindström sobre la base del seu propi conte "Harri". La pel·lícula va ser el debut en la direcció de Lindström i els papers inclouen Lars Hjelt, Gunvor Sandkvist i Gunnel Fred.

## Sinopsi
A causa de l'atur, el finlandès Harri s'ha instal·laat a Suècia i treballa com a soldador en unes drassanes d'Estocolm. Tanmateix, la vida al nou país no va acabar del tot tal com esperava i el seu matrimoni està a punt de trencar-se. Quan un amic suggereix que la seva dona li és infidel, Harri el punxa amb un ganivet i després fuig de nou a Finlàndia. Sense saber si el seu amic ha mort o no, Harri està vigilant constantment la policia. Un dia, un cotxe de la policia arriba fins a la vil·la on s'amaga i Harri s'escapa del lloc en bicicleta. Intenta nedar lluny de l'illa, però s'ofega.

## Repartiment
- Lars Hjelt - Harri Hakkulinen, soldador
- Gunvor Sandkvist - Liisa Melin
- Gunnel Fred - Cisse, esposa de Harris
- Rita Holst - Ritva Sjöberg, germana de Harris
- Stellan Skarsgård - Kurt Sjöberg, el marit de Ritva
- Rita Polster - Tarja Paasonen, la dona del vaixell
- Selma Impola - Selma, l'àvia de Harris
- Juha Hyppönen - Rane Koskinen
- Asko Sarkola - Estig
- Gustav Wiklund - Kurt "Kurre" Yläranta
- Laila Björkstam - Marja Nyström
- Margit Lindeman - Sirkka, cosina de Harris
- Marianne Wasastjerna - Inga-Britt Schultze
- Carl-Axel Heiknert - Schultze, marit d'Inga-Britt, enginyer de la ciutat
- Ian Broman - Jakob Melin, director de la ciutat
- Lennart Snickars - Artur Boman, treballador de les drassanes
- Tor Wikström - Naa, pescador
- Arto Rintamäki: el sacerdot
- Tarja-Tuulikki Tarsala - Gunilla, arquitecte de la ciutat
- Paul Backman: convidat al funeral
- Tyra Backman: convidada al funeral
- Birgitta Damberg: convidada al funeral
- Gunvor Fridholm: convidat al funeral
- Inga Moilanen: convidada al funeral
- Gerd Wahlsten: convidat al funeral
- Lisbeth Wahlsten - convidada al funeral
- Thor Wahlsten: convidat al funeral
- Tina Wahlsten: convidada al funeral
- Irma Arvola - Irma, stripper
- Lauri Tykkyläinen - El xicot de Tarja
- Lars Lindholm - Jussi
- Nils-Erik Jansson
- Karl-Henrik Svennblad
- Olli Soinio
- Paul-Erik Backman
- I Holmberg
- Holst Essie
- Hilding Lindholm
- Thelma Lindholm
- Harry Salokannel
- Toa Salokannel
- Hasse Sundström

## Producció
El rodatge es va dur a terme entre el 28 de juny i el 29 de juliol de 1976 a Hanko (Finlàndia), un ferri finlandès, diversos llocs a Estocolm i a Nacka i a l'arxipèlag d'Estocolm. El productor va ser Jörn Donner i el fotògraf Bille August. La pel·lícula es va estrenar el 21 de febrer de 1977 als cinemes el 2001 i Vågen a Estocolm. L'estrena finlandesa va tenir lloc el 25 de febrer al cinema Kino Turku de Turku. Fou exhibida com a part de la selecció oficial del Festival Internacional de Cinema de Sant Sebastià 1977.